# Гуарда Венета
Гуа̀рда Вѐнета (на италиански и на венециански: Guarda Veneta) е село и община в Северна Италия, провинция Ровиго, регион Венето. Разположено е на 5 m надморска височина. Населението на общината е 1209 души (към 2011 г.).